# Valeur ajoutée
 (février 2012).
Si vous disposez d'ouvrages ou d'articles de référence ou si vous connaissez des sites web de qualité traitant du thème abordé ici, merci de compléter l'article en donnant les références utiles à sa vérifiabilité et en les liant à la section « Notes et références ».
Pour les articles homonymes, voir VA.
La valeur ajoutée est une notion des domaines fiscaux et comptable, ainsi que dans l’ingénierie industrielle, où elle permet de spécifier les résultats des opérations de transformation ainsi que d'évaluer et de faire évoluer la conception de produits. Elle s'inscrit en particulier dans l'analyse de la valeur.
Selon l'INSEE, la valeur ajoutée se définit ainsi : « Solde du compte de production. Elle [la valeur ajoutée] est égale à la valeur de la production diminuée de la consommation intermédiaire. ».

## Définition
La valeur ajoutée peut se définir comme l'accroissement de valeur réalisé par une entreprise (ou plus généralement par un secteur institutionnel) : elle est égale à la différence entre la valeur des biens et services produits par cette entreprise (la production) et la valeur des biens et services acquis auprès d'autres entreprises et utilisés dans le processus de production (les consommations intermédiaires). La valeur ajoutée est aussi l'assiette de la répartition des revenus primaires.

## En comptabilité
La valeur ajoutée (VA) mesure la valeur économique ajoutée par l'activité d'une entreprise. L'Insee la définit comme le « solde du compte de production. Elle est égale à la valeur de la production diminuée de la consommation intermédiaire. »
L'administration fiscale utilise la valeur ajoutée comme assiette de l'impôt, notamment pour la taxe sur la valeur ajoutée (TVA).
Les agents économiques qui créent de la valeur sont les entreprises, les organisations et le secteur public.
Pour chaque agent économique, c'est un des soldes intermédiaires de gestion qui correspond à la différence entre la valeur des produits  (le chiffre d'affaires) et la valeur des achats faits pour exercer l'activité (marchandises, consommations intermédiaires : matières premières, services, etc.).
Le calcul de la valeur ajoutée nécessite parfois des approximations ou des conventions, lorsque la valeur de certaines consommations intermédiaires n'est pas connue ou lorsque la production n'est pas vendue (services non marchands : une partie du service public, de l'économie sociale, etc.). Dans ce dernier cas, la valeur finale de la production est estimée dans la comptabilité nationale comme égale au coût de production du service.
Pour l'ensemble des agents économiques, la somme des valeurs ajoutées d'un pays constitue son produit intérieur brut (PIB). Cette somme ne dépend pas du mode de production, mais seulement de la valeur des produits finaux et des matières premières.

### Cas des entreprises
Lorsqu'une entreprise vend un produit ou fournit un service, elle n'est pas la créatrice de tout ce qui compose le produit ou le service. Le plus souvent, elle a acheté des matières premières, des produits semi-finis ou finis et elle utilise de l'énergie et des services produits par d'autres (ce sont les consommations intermédiaires). Elle effectue une production ou une revente à partir de tous ces éléments en les transformant et elle utilise pour cela du travail (des ouvriers et des ingénieurs par exemple) et son capital productif (par exemple des chaînes de production). Elle crée alors de la valeur car la valeur du produit obtenu est plus élevée que la somme des valeurs des consommations intermédiaires : la différence entre le prix de vente de son produit et la valeur totale des biens et services qu'elle a achetés et qui sont contenus dans ce produit (après transformation) représente la valeur ajoutée.
Les dépenses d'acquisition des biens et services constituent des consommations intermédiaires : ces biens et services sont consommés dans le processus de production d'un bien ou d'un service final et sont donc intermédiaires.
Pour les biens et services qui ne sont pas transformés mais qui sont revendus en l'état à un prix plus élevé, la valeur ajoutée correspond à la différence de prix (marge commerciale). Dans ce cas, la valeur ajoutée correspond par exemple à un transport ou à la mise en vente (commerce de détail) des biens et services.
| valeur ajoutée = valeur des biens et services produits − valeur des consommations intermédiaires + marges commerciales (valeur des ventes de marchandises revendues en l'état moins leur valeur d'achat) |

Le détail du calcul de la valeur ajoutée des entreprises est disponible dans l'article soldes intermédiaires de gestion.
La mesure de la valeur ajoutée des institutions financières pose des problèmes particuliers.
Dans certains cas, les données comptables reflètent mal la réalité économique, par exemple dans le cas d'échanges entre entreprises d'un même groupe : la facturation des ventes d'une entreprise à l'autre peut reposer sur des prix plus ou moins fictifs (prix de transfert) qui permettent de « transférer » la valeur ajoutée d'une entreprise à l'autre, généralement pour des raisons fiscales. Si les entreprises du groupe appartiennent au même espace économique, la valeur ajoutée totale n'est pas affectée (mais sa répartition entre branches ou secteurs peut l'être) ; ce n'est pas le cas si les entreprises appartiennent à des espaces économiques différents.

### Cas des services non marchands
Si la notion ci-dessus pose peu de problèmes pour la plupart des biens et services marchands parce que la valeur des biens et services produits peut être mesurée - sauf cas particuliers - par le chiffre d'affaires, il en va autrement pour les services non marchands. Pour ces services produits par, entre autres, les administrations publiques, il n'y a pas de vente, donc pas de chiffre d'affaires. On ne sait pas quelle est la valeur produite.
Pour résoudre ce problème, il faut  faire des hypothèses, concernant par exemple les services rendus gratuitement par les administrations (c'est une gratuité apparente, parce qu'ils sont payés par l'imposition). Le choix a été fait[Par qui ?] de considérer qu'ils « valent ce qu'ils coûtent », selon la théorie de la valeur-travail. Si l'on admet ce postulat, on sous-estime la création de valeur des administrations en n'incluant pas la marge supplémentaire qu'aurait demandée une entreprise marchande, ou au contraire on la surestime en considérant que cette entreprise devrait ajuster ses coûts et ses prix en fonction de la concurrence et de la solvabilité de la demande. On s'interdit de même la possibilité de mesurer la productivité du travail. Diverses méthodes ont été proposées pour mesurer la valeur ajoutée des services non marchands, mais elles sont difficiles à mettre en œuvre et sont l'objet de controverses.

### Un exemple
L'exemple suivant permet d'éclairer la notion de valeur ajoutée.
Au XIXe siècle, l'engraissement des veaux destinés à la boucherie se faisait dans un champ, directement aux mamelles de la vache, avec une présence humaine limitée. Les achats extérieurs étant quasiment nuls, la valeur ajoutée par l'activité était quasiment égale au prix de vente des animaux, c'est-à-dire le chiffre d'affaires.
Au XXIe siècle, au lieu de laisser la vache donner son lait au veau, l'éleveur a transformé son pré en champ qu'il cultive et moissonne et dont il vend la production. Il trait la vache et vend le lait, et il achète des aliments pour la vache et le veau (aliments qui ont été fabriqués à partir des produits du champ et du lait vendus) ; l'activité se déroule maintenant dans un bâtiment avec des machines qui génèrent des frais supplémentaires. Son chiffre d'affaires a très fortement augmenté, mais ses achats extérieurs et autres frais sont aussi nettement plus importants. La valeur ajoutée de l'éleveur est devenue très différente de son chiffre d'affaires ; elle aussi a augmenté (c'est ce qui justifie économiquement le passage du premier système au second), mais dans des proportions nettement plus faibles. Globalement, une fois considérés tous les agents économiques qui sont intervenus (nettement plus nombreux : bâtiments, machines, commerciaux achetant et vendant les produits intermédiaires - lait, cultures, aliments -, etc.), la valeur ajoutée reste quasiment égale à la valeur des animaux vendus ou autoconsommés (en supposant que l'ensemble des gains sur le lait et produits des cultures passe en aliments), le gain par rapport au précédent système résultant du nombre (et du poids, donc de la valeur) de veaux produits (plus élevé que dans le système précédent).
Le passage d'un système de production à l'autre se justifie par une valeur ajoutée plus grande : l'ensemble des frais supplémentaires est inférieur à l'ensemble des gains supplémentaires. Par contre, ce gain est proportionnellement nettement inférieur à la variation de chiffre d'affaires de l'éleveur.